# Magic Hour (EP)
Magic Hour es el quinto EP del grupo femenino surcoreano Kep1er, que fue lanzado el 25 de septiembre de 2023 por Wake One Entertainment y Swing Entertainment, y distribuido por Stone Music. El álbum contiene cinco canciones, incluyendo su sencillo principal titulado «Galileo».

## Antecedentes y lanzamiento
El 4 de agosto de 2023, el medio surcoreano Star News publicó que Kep1er lanzaría un nuevo trabajo musical en otoño del mismo año es decir, en septiembre de 2023. Esto tras cinco meses desde su anterior miniálbum Lovestruck!.
El 30 de agosto de 2023, se anunció de manera oficial, a través de sus redes sociales, que Kep1er tendría un nuevo regreso musical el 25 de septiembre de 2023, con su quinto miniálbum titulado Magic Hour. Al día siguiente se dio a conocer la programación del lanzamiento, entregando fechas de publicación de la lista de canciones definitivas, lanzamientos de fotos conceptuales y vídeos de adelantos del vídeo musical del sencillo que acompañará al nuevo trabajo.

## Lista de canciones
| CD / Descarga digital |                                                              |                                     |                                                                                                   |                                  |          |  |
| N.º                   | Título                                                       | Letras                              | Música                                                                                            | Arreglos                         | Duración |  |
| 1.                    | «Galileo»                                                    | Seo Ji Eum (서지음)                 | Yejune Synn (SNNNY), Josh Fountain, Lauren Aquilina, Marcus Anderson, HERO (SNNNY), DEENO (SNNNY) | SNNNY, Josh Fountain             | 3:08     |  |
| 2.                    | «The Door»                                                   | 진리 (Jinli), Youra (유라)          | Johan Gustafson, Theodor Dahlbom, Rabbi James Stone Goodman                                       | Johan Gustafson, Theodor Dahlbom | 3:01     |  |
| 3.                    | «Love on Lock»                                               | 조윤경 (Cho Yoon Kyung)             | JJean, Andy Love, e.one                                                                           | e.one                            | 2:51     |  |
| 4.                    | «Tropical Light» (Yujin, Xiaoting, Youngeun, Yeseo)          | 임수호 (imsuho), N!ko               | 임수호 (imsuho), N!ko, Naasim, Dr. Han                                                            | Naasim & Dr. Han                 | 3:02     |  |
| 5.                    | «TAPE» (Mashiro, Chaehyun, Dayeon, Hikaru, Huening Bahiyyih) | SKINNER BOX, 양서연 (Yang Seo Yeon) | MORGAN, Taneisha Jackson, e.one                                                                   | e.one                            | 2:51     |  |
| 14:55                 |                                                              |                                     |                                                                                                   |                                  |          |  |

## Historial de lanzamiento
| Región        | Fecha                    | Formato                     | Sello discográfico                                       |
| ------------- | ------------------------ | --------------------------- | -------------------------------------------------------- |
| Varios        | 25 de septiembre de 2023 | descarga digital, streaming | Wake One Entertainment, Swing Entertainment, Stone Music |
| Corea del Sur | 25 de septiembre de 2023 | CD                          | Wake One Entertainment, Swing Entertainment, Stone Music |